# Massau
Massau – miasto w Angoli, w prowincji Uíge.